# Sifón Drago

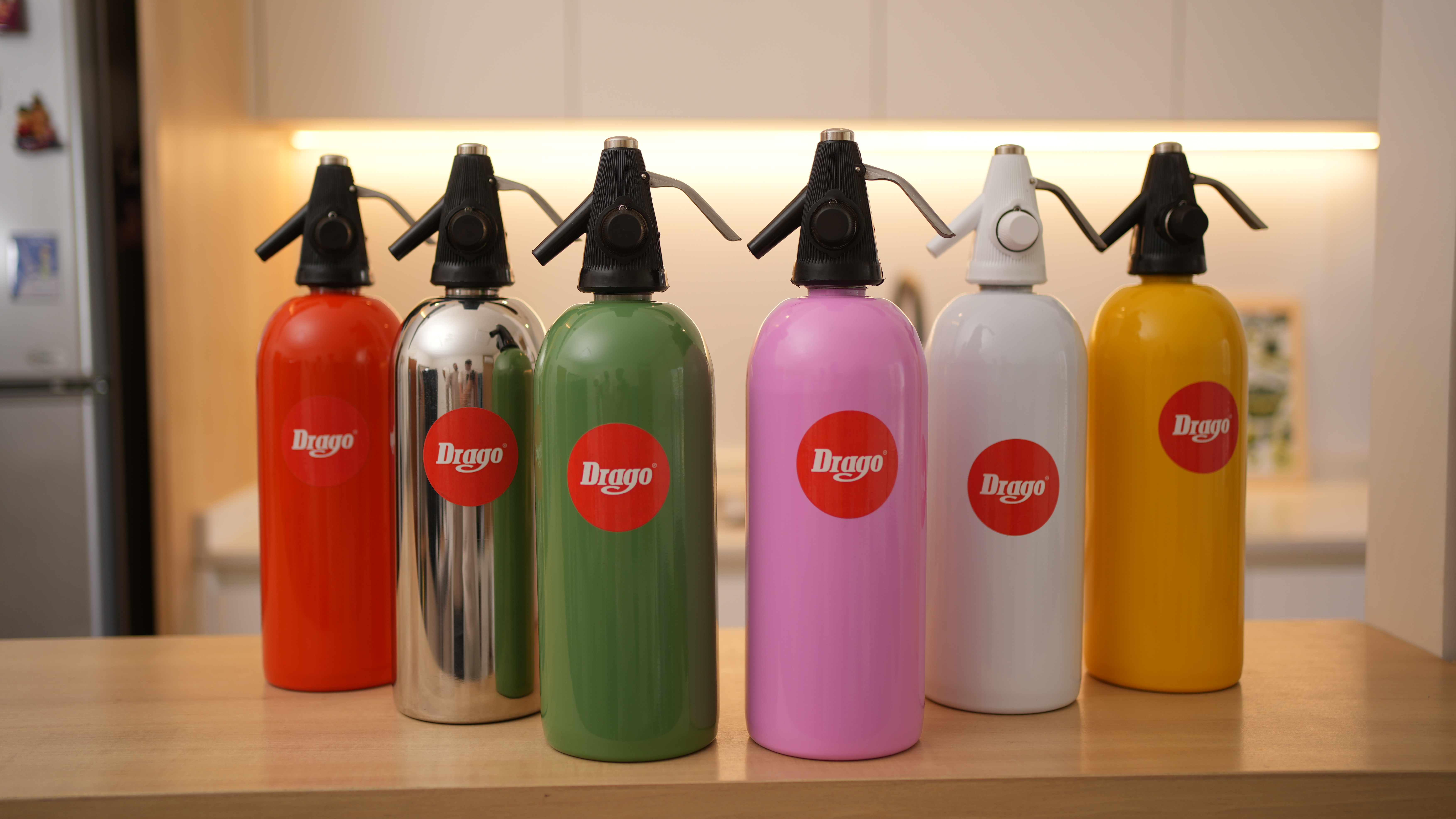
Sifón Drago de 1,3 litros, ediciones limitadas de colores de 2024.

El sifón Drago es un tipo de sifón recargable para el consumo de soda, fabricado por primera vez en 1965 por la empresa argentina Drago, nombre que proviene del apellido de su creador, Enrique Álvarez Drago. Existen sifones similares que comparten las mismas características. La patente es 132276. Hoy en día sigue siendo usado por su bajo costo.

## Partes
El sifón Drago consiste de una botella de acero inoxidable con capacidad para llenar 1,6 l de líquido (aunque existen versiones de 2 l o de menos de 1 l, la más usada es la de 1,6 l), el cabezal en donde se encuentra la palanca para la extracción del contenido y la válvula para la recarga, una manguera con una goma de junta que se encuentra entre el cabezal y la botella.

## Sifones con válvula en la base

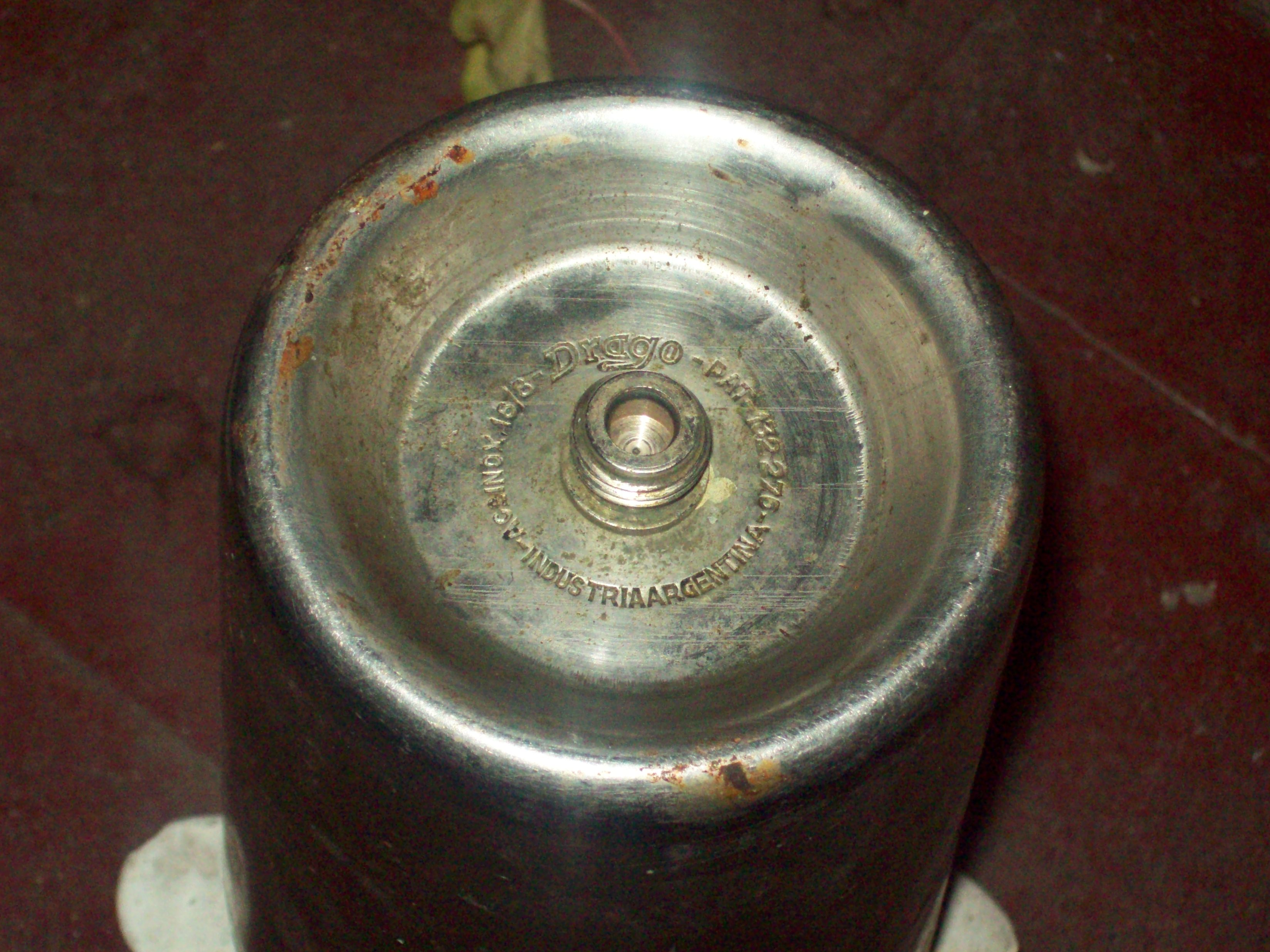
Sifón Drago con su válvula en la base de la botella.

Drago empezó fabricando sus llamados «sifones automáticos» en 1965. Tenían su válvula de carga en la base de la botella del sifón, lo cual traía los siguientes problemas:
- Era peligroso, porque se podía zafar la cabeza, y lastimar a alguien por la presión del gas. Esto sucedía, ya que en un principio el cabezal era enteramente de plástico, y la rosca se gastaba.
- Es un poco complicado reparar la válvula de carga, ya que el orificio de todos los sifones es de aproximadamente 2 cm de diámetro: la única manera es con una herramienta exclusiva para cambiar la válvula del sifón, y si se partiera la botella de acero para arreglar la válvula no se podía arreglar ni soldar la botella, ya que las altas presiones de los sifones por el gas son muy elevadas, puede haber perdidas de gas o se puede abrir y reventar.
- Al estar el agua en constante contacto con la válvula y tener retenes -arandelas de cuero o goma para evitar pérdidas- estos a la larga se pudrían y conferían el mal sabor a la soda.
- De todos modos el sifón se puede sellar por debajo con un retén macizo de plástico lo suficientemente fuerte para soportar la presión de manera totalmente segura y reemplazar el cabezal por uno con válvula de carga, lo cual abarata mucho su precio y tiene la garantía del fabricante, si es quien realiza el trabajo.

## Sifones con válvula en el cabezal

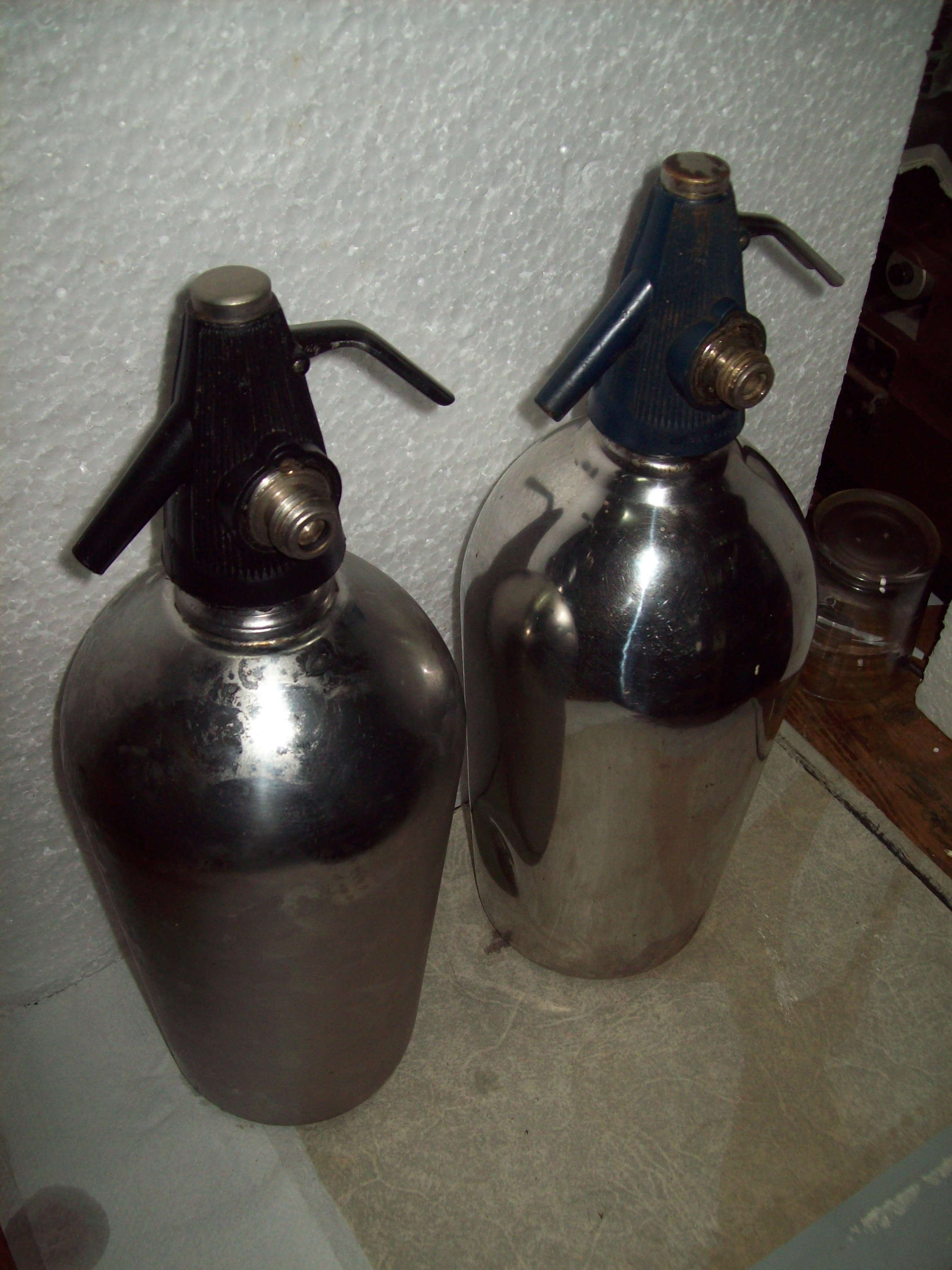
Sifones Drago con la válvula en la cabeza.

Entre los años 1970 a 1980 Drago manufacturó los sifones con la válvula de carga en la cabeza del sifón, lo cual trae los siguientes beneficios:
- Al forjar la botella de acero inoxidable sin la válvula no hay posibles riesgos de una avería, fuga o que reviente.
- El arreglo de la válvula se hace mucho más fácil ya que todo el mecanismo está junto al cabezal.
- Reduce el peligro de que se zafe la cabeza ya que ahora la rosca del cabezal es de bronce (algunos sifones con válvula en base también tenían rosca de bronce).
- Ahora la misma válvula se puede cambiar por otra, sacar y arreglarla sin ningún inconveniente.

## Recarga
El primer paso es asegurarse de que el sifón se encuentre vacío de gas apretando el gatillo hasta descargarlo.

1. Luego se desenrosca el cabezal del sifón.
2. Se llena el sifón con agua hasta arriba de todo.
3. se enrosca el cabezal  (asegurarse de que quede bien enroscado).
4. Se carga el gas por la válvula del cabezal o de la base si el sifón es de carga inferior.
5. Para hacer la carga se debe poner el sifón y la cápsula a 45 grados de inclinación. Esto se debe a que es mejor para la preparación de la soda cuando el CO2 entra al sifón en estado gaseoso que cuando entra en estado líquido.
6. Tener en cuenta que la carga es automática y se escucha el ruido de carga y el sonido de la válvula hacer el corte de manera automática cuando el sifón ya está cargado de CO2.
7. Luego agitar para distribuir bien el gas.

La soda sale mucho más intensa y burbujeante cuando el agua está fría. Ya sea cargando el sifón con agua fría, o enfriandolo una vez preparado. 
Por último se sugiere descargar el primer chorro antes de servir, para así medir la potencia del gas y poder servir de manera cómoda.
El sifón Drago está preparado para soportar un presión 4 veces mayor a su presión de carga, por lo tanto es completamente seguro. 
Por cada recarga son 350 g de CO2, cada recarga rinde 30 litros de soda y cada vez que recargas el sifón se consumen 23,33 g de CO2 y haces 2 litros de soda.

## Garrafa

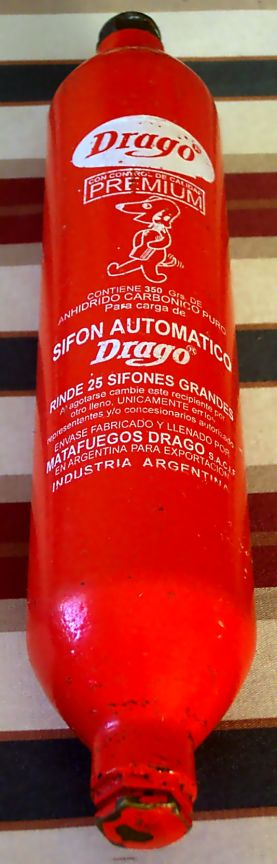
Garrafa de carga para sifones Drago.

La garrafa para la carga del sifón, es un cilindro alargado (generalmente de color naranja), que contiene 350 g de dióxido de carbono (CO2) puro, equivalente para cargar de 25 o 14 sifones de un litro o de 1,5 L respectivamente.
Las garrafa se recarga canjeándola por otra llena en puntos autorizados (usualmente en ferreterías). Las recargas vienen con un precinto plástico color gris que debe romperse para poder utilizarse.
Otro usos:
- Como matafuegos (mediante adaptador)
- Otras garrafas más pequeñas, pero de este mismo tipo se usan también para pistolas de pintura.
- Para la pintura al aerosol.
- Para inflar neumáticos de automóvil
- Para carbonatar o empujar cerveza de barriles (mediante adaptador)

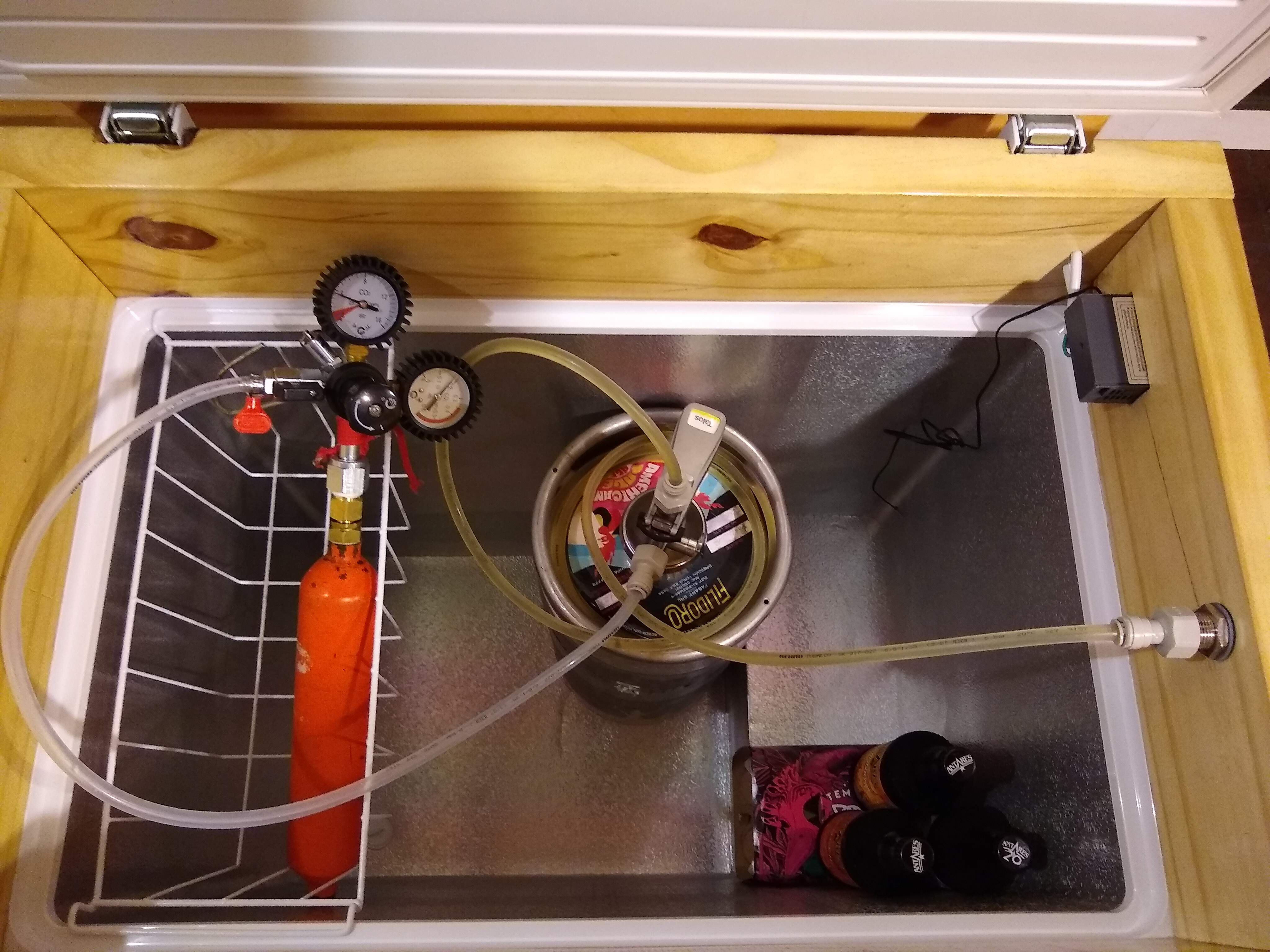
Tubo de CO2 Drago con adaptador y manómetro para empujar cerveza de barril

## Características
| Capacidad de la botella | 1.600 l                                                                                                |
| Material de la botella  | Acero inoxidable 18/8 y plástico                                                                       |
| Presión normal          | 15 kg/cm²                                                                                              |
| Presión de prueba       | 40 kg/cm²                                                                                              |
| Tipo de cabezal         | Dual (hace dos cosas): extrae el líquido de la botella, y contiene la válvula para la inyección de CO2 |
| Material del cabezal    | Bronce forrado y plástico                                                                              |